# Nabu-nadin-zeri
Nabu-nadin-zeri (akad. Nabû-nādin-zēri, tłum. „bóg Nabu jest tym, który dał męskiego potomka”), Nadinu (akad. Nādinu) – król Babilonii, syn i następca Nabonassara; panował w latach 733-732 p.n.e. Według jednej z kronik babilońskich zginął w drugim roku swego panowania podczas przewrotu pałacowego zorganizowanego przez Nabu-szuma-ukina II:
„W drugim roku (swego panowania) Nadinu został zabity w czasie powstania. Nadinu panował przez dwa lata nad Babilonią. (Nabu)-szuma-ukin (II), gubernator, przywódca powstania, zasiadł na tronie”
Pełną formę imienia tego władcy podaje jedynie Babilońska lista królów A (IV 4: m[dNa]bû-nādin3-zēri). W Kronice babilońskiej jego imię zapisywane jest Na-di-nu i Na-din, natomiast w Kanonie Ptolemeusza występuje on jako Nadios.
Nie są znane żadne teksty pochodzące z czasów jego panowania.